# Chuck Dixon
Charles Dixon, detto Chuck (Filadelfia, 14 aprile 1954), è un fumettista statunitense, noto per le sue numerose storie sulle serie di Batman negli anni novanta.

## Carriera
Tra i suoi primi lavori ci fu Evangeline per la Comico Comics nel 1984, sulla quale lavorò con la moglie di allora, l'artista Judith Hunt. L'anno successivo venne incaricato da Larry Hama di scrivere alcune storie per la serie The Savage Sword of Conan della Marvel Comics.
Nel 1986 cominciò a collaborare con la Eclipse Comics, scrivendo storie per le serie Tales of Terror, Airboy (che oggi è tornato a scrivere in coppia con Gianluca Piredda e per i disegni di Ben Dunn) e Lo Hobbit a fumetti; contemporaneamente scrisse storie per la Marvel, come Alien Legion, Marc Spector: Moon Knight e The Punisher War Journal.
All'inizio degli anni novanta passò alla DC Comics cominciando a scrivere storie di Robin (le miniserie Robin, Robin II, Robin III e la serie regolare Robin) passando negli anni successivi a quasi tutti i titoli della Batman Family: Nightwing, Birds of Prey, Batgirl, Catwoman e soprattutto Batman (Detective Comics, Joker: L'avvocato del diavolo, Batman/Il Punitore), molte delle quali illustrate da Graham Nolan. Contemporaneamente lanciò le testate Team 7 per la WildStorm e Prophet per la Extreme Studios.
Da marzo 2002 Dixon abbandonò progressivamente le testate DC Comics per passare alla CrossGen su testate come Sigil, Crux, Way of the Rat, Brath, The Silken Ghost, El Cazador, The Crossovers, Archard's Agents e Sojourn. Nel 2004 lavorò per piccole case editrici come Devil's Due Publishing e Moonstone Books, oltre a scrivere alcuni numeri di Simpson Comics per la Bongo Comics. Successivamente tornò alla DC Comics per la quale ha lavorato su testate come Robin, Freccia Verde e Batman e gli Outsiders.
Dal 2017 collabora con la casa editrice Bonelli sceneggiando una storia di Tex, "Terrore tra i boschi", storia breve pubblicata sul Tex Magazine. Nel 2018 esegue la sceneggiatura di Tex "Cinnamon Wells" .
Nel 2010 e nel 2020 collabora con Sylvester Stallone per due serie di fumetti, The Expendables e The Expendables Go to Hell.